# Messina Challenger 1985
Il Messina Challenger 1985 è stato un torneo di tennis facente parte della categoria ATP Challenger Series nell'ambito dell'ATP Challenger Series 1985. Il torneo si è giocato a Messina in Italia dal 2 all'8 settembre 1985 su campi in terra rossa.

## Vincitori

### Singolare
Kent Carlsson ha battuto in finale  Ronald Agénor con il punteggio di 6–2, 7–6

### Doppio
Jesús Colás /  David de Miguel Lapiedra hanno battuto in finale  Bruce Derlin /  David Felgate con il punteggio di 6–1, 7–6